# Lasiosphaeriopsis salisburyi
Lasiosphaeriopsis salisburyi är en lavart som beskrevs av D. Hawksw. & Sivan. 1980. Lasiosphaeriopsis salisburyi ingår i släktet Lasiosphaeriopsis, ordningen Coronophorales, klassen Sordariomycetes, divisionen sporsäcksvampar och riket svampar.  Arten är reproducerande i Sverige. Inga underarter finns listade i Catalogue of Life.